# Justin Schultz
Pour les articles homonymes, voir Schultz.
Justin Schultz (né le 6 juillet 1990 à West Kelowna dans la province de la Colombie-Britannique au Canada) est un joueur professionnel canadien de hockey sur glace. Il évolue au poste de défenseur.

## Biographie

### Carrière en club
Il commence sa carrière en junior A avec les Warriors de Westside dans la Ligue de hockey de la Colombie-Britannique en 2007. Il est choisi au deuxième tour en 43e position par les Ducks d'Anaheim au cours du repêchage d'entrée dans la LNH 2008. En 2009, il part à l'Université du Wisconsin et évolue trois saisons avec les Badgers dans le championnat NCAA. Il est assistant-capitaine lors de la campagne 2011-2012.
Repêché par les Ducks d'Anaheim, Schultz n'arrive pas à s'accorder sur les termes du contrat avec l'équipe. Lors de la dernière semaine de mai 2012, il se désinscrit officiellement de l'université du Wisconsin déclenchant ainsi un processus qui fait de lui un agent libre. Selon les règles de la LNH, Anaheim a une fenêtre exclusive de 30 jours à partir de la notification de l'université pour négocier un contrat mais l'équipe n'arrivera pas à signer le joueur. Schultz est alors lourdement convoité par 26 équipes, dont les Oilers d'Edmonton qui envoient Wayne Gretzky et Paul Coffey le recruter personnellement. Le 30 juin 2012, Schultz accepte un contrat d'entrée de deux ans avec les Oilers.
Il passe professionnel en 2012 avec leur club ferme des Barons d'Oklahoma City dans la Ligue américaine de hockey, produisant 48 points en 34 matchs. Il joue son premier match dans la Ligue nationale de hockey le 20 janvier 2013 avec les Oilers chez les Canucks de Vancouver. Il marque son premier but lors de sa deuxième partie le 22 janvier face aux Sharks de San José. Mais après une première année prometteuse, sa production va progressivement diminuer et son jeu défensif stagner, frustrant les fans qui en attendaient beaucoup.
Le 27 février 2016, il est échangé aux Penguins de Pittsburgh contre un choix de troisième ronde. Schultz sort alors de sa pire année professionnelle, avec un total de 10 points en 45 matchs et est en perte de confiance, hué par ses propres fans : « I didn't even want to be on the ice, I wanted to go crawl in a hole or something »,. Une fois à Pittsburgh les choses s'améliorent, l'entraîneur lui donnant moins de temps de jeu mais s'appuyant sur son style rapide. Schultz reprend confiance et devient un élément important dans la victoire de la Coupe Stanley le 12 juin 2016, avec 26 points en 42 matchs.
Le 13 juillet 2016, Schultz signe un contrat d'un an et 1,4 million de dollars avec les Penguins.
Lors de la saison 2016-2017, il se révèle dans sa première saison complète avec Pittsburgh. Il réalise de nouveaux records personnels, en termes de buts (12), d'assistances (39), de points (51), de minutes de pénalités (34), de points en supériorité numériques (20) et de tirs (154). De plus, pour la première fois de sa carrière, il finit la saison avec un plus/moins positif. Son nombre total d'assistances, de points par match joué et son différentiel plus/moins finissent tous dans le top 10 de leur catégorie respective pour un défenseur. Il gagne son second titre de Coupe Stanley le 11 juin 2017.
Le 1er juillet 2017, Schultz signe un contrat de trois ans pour 16,5 millions de dollars afin de rester avec les Penguins de Pittsburgh.
Lors de la saison 2017-2018, Schultz souffre d'une blessure au bas du corps dans un match cotre les Rangers de New York et est placé en réserve, il revient le 4 janvier 2018 après avoir manqué 11 matchs. Le 23 mars 2018, il joue son 400e match de LNH. Il termine la saison au troisième rang parmi les défenseurs des Penguins avec 27 points (quatre buts, 23 passes) en 63 parties.
En 2018-2019, il démarre très bien sa saison avec 4 points en 4 matchs joués mais est arrêté par une fracture à la jambe le 13 octobre qui nécessite une opération et quatre mois de rééducation. Schultz reprend le jeu en février 2019, inscrivant une mention d'assistance dès la première période de son premier match de reprise après en avoir manqué 53.

## Statistiques

### En club
| Saison     | Équipe                 | Ligue      |     | Saison régulière | Saison régulière | Saison régulière | Saison régulière | Saison régulière |    | Séries éliminatoires | Séries éliminatoires | Séries éliminatoires | Séries éliminatoires | Séries éliminatoires |
| Saison     | Équipe                 | Ligue      | PJ  | B                | A                | Pts              | Pun              | PJ               | B  | A                    | Pts                  | Pun                  |                      |                      |
| 2006-2007  | Warriors de Westside   | LHCB       | 2   | 1                | 0                | 1                | 0                | -                | -  | -                    | -                    | -                    |                      |                      |
| 2007-2008  | Warriors de Westside   | LHCB       | 57  | 9                | 31               | 40               | 28               | 11               | 3  | 5                    | 8                    | 4                    |                      |                      |
| 2008-2009  | Warriors de Westside   | LHCB       | 49  | 15               | 35               | 50               | 29               | 6                | 1  | 2                    | 3                    | 2                    |                      |                      |
| 2009-2010  | Badgers du Wisconsin   | WCHA       | 43  | 6                | 16               | 22               | 12               | -                | -  | -                    | -                    | -                    |                      |                      |
| 2010-2011  | Badgers du Wisconsin   | WCHA       | 41  | 18               | 29               | 47               | 28               | -                | -  | -                    | -                    | -                    |                      |                      |
| 2011-2012  | Badgers du Wisconsin   | WCHA       | 37  | 16               | 28               | 44               | 12               | -                | -  | -                    | -                    | -                    |                      |                      |
| 2012-2013  | Barons d'Oklahoma City | LAH        | 34  | 18               | 30               | 48               | 6                | -                | -  | -                    | -                    | -                    |                      |                      |
| 2012-2013  | Oilers d'Edmonton      | LNH        | 48  | 8                | 19               | 27               | 8                | -                | -  | -                    | -                    | -                    |                      |                      |
| 2013-2014  | Oilers d'Edmonton      | LNH        | 74  | 11               | 22               | 33               | 16               | -                | -  | -                    | -                    | -                    |                      |                      |
| 2014-2015  | Oilers d'Edmonton      | LNH        | 81  | 6                | 25               | 31               | 12               | -                | -  | -                    | -                    | -                    |                      |                      |
| 2015-2016  | Oilers d'Edmonton      | LNH        | 45  | 3                | 7                | 10               | 14               | -                | -  | -                    | -                    | -                    |                      |                      |
| 2015-2016  | Penguins de Pittsburgh | LNH        | 18  | 1                | 7                | 8                | 2                | 15               | 0  | 4                    | 4                    | 0                    |                      |                      |
| 2016-2017  | Penguins de Pittsburgh | LNH        | 78  | 12               | 39               | 51               | 34               | 21               | 4  | 9                    | 13                   | 4                    |                      |                      |
| 2017-2018  | Penguins de Pittsburgh | LNH        | 63  | 4                | 23               | 27               | 14               | 12               | 1  | 7                    | 8                    | 2                    |                      |                      |
| 2018-2019  | Penguins de Pittsburgh | LNH        | 29  | 2                | 13               | 15               | 4                | 4                | 1  | 2                    | 3                    | 0                    |                      |                      |
| 2019-2020  | Penguins de Pittsburgh | LNH        | 46  | 3                | 9                | 12               | 6                | 4                | 0  | 1                    | 1                    | 0                    |                      |                      |
| 2020-2021  | Capitals de Washington | LNH        | 46  | 3                | 24               | 27               | 10               | 5                | 0  | 0                    | 0                    | 2                    |                      |                      |
| 2021-2022  | Capitals de Washington | LNH        | 74  | 4                | 19               | 23               | 16               | 6                | 1  | 2                    | 3                    | 6                    |                      |                      |
| 2022-2023  | Kraken de Seattle      | LNH        | 73  | 7                | 27               | 34               | 40               | 14               | 3  | 7                    | 10                   | 2                    |                      |                      |
| 2023-2024  | Kraken de Seattle      | LNH        | 70  | 7                | 19               | 26               | 22               | -                | -  | -                    | -                    | -                    |                      |                      |
| Totaux LNH | Totaux LNH             | Totaux LNH | 745 | 71               | 253              | 324              | 198              | 81               | 10 | 32                   | 42                   | 16                   |                      |                      |

### En équipe nationale
| Année | Compétition          |   | PJ | B | A | Pts | Pun | +/-      |  | Résultat |
| 2013  | Championnat du monde | 8 | 0  | 4 | 4 | 2   | +1  | 5e place |  |          |

## Trophées et honneurs personnels

### Ligue de hockey de la Colombie-Britannique
- 2007-2008 : nommé meilleur défenseur de l'association intérieure.
- 2008-2009 : nommé meilleur défenseur de l'association intérieure.

### Championnat universitaire NCAA
- 2009-2010 : nommé dans l'équipe des recrues de la conférence Western Collegiate Hockey Association (WCHA)
- 2010-2011 : 
  - nommé joueur défensif de la saison de la conférence WCHA
  - nommé dans les finalistes pour le trophée Hobey-Baker
  - nommé dans la première équipe d'étoiles de la conférence WCHA
- 2011-2012 : 
  - nommé dans la première équipe d'étoiles de la région Ouest
  - nommé joueur défensif de la saison de la conférence WCHA
  - nommé dans la première équipe d'étoiles de la conférence WCHA
  - nommé dans les finalistes pour le trophée Hobey-Baker

### Ligue Américaine de Hockey
- 2012-2013 : 
  - nommé dans la première équipe d'étoiles
  - nommé dans l'équipe des recrues
  - remporte le trophée Eddie-Shore

### Ligue nationale de hockey
- 2012-2013 : nommé dans l'équipe des recrues
- 2015-2016 : vainqueur de la Coupe Stanley avec les Penguins de Pittsburgh (1)
- 2016-2017 : vainqueur de la Coupe Stanley avec les Penguins de Pittsburgh (2)